# 남경필
남경필(南景弼, 1965년 1월 20일~)은 대한민국의 기업인, 정치인이다. 제15-19대 국회의원과 제34대 경기도지사를 지냈다. 경기도지사 재선 실패 이후에는 정계 은퇴를 선언하며 스타트업을 창업하기도 하였으며, 2024년 3월부터 포니링크에 회장으로 재임중이다.

## 생애
1965년 1월 20일 기업인이자 정치인 남평우의 아들로 태어났다. 경복고등학교 졸업을 거쳐 연세대학교 사회복지학과 학사 학위하고 경인일보에서 사회부, 정치부, 경제부 기자로 일했다. 미국 예일대 MBA학위를 취득했으며, 예일대 한국인 학생회 회장을 지냈다.

### 아들은왜그런지몰라국회의원
경남여객과 경인일보 사주였던 아버지 남평우 의원의 사망으로 1998년 치러진 보궐선거(15대 국회)에서 33세에 당선되었다. 이후 제16대, 17대, 18대, 19대 5선 의원으로 활동했다. 한나라당 쇄신파로서 당내 개혁세력의 중심인 미래연대와 수요모임 대표를 지냈다. 제17대 국회에서 북핵문제, 북한주민인권문제를 제기해 2004년과 2007년 NGO모니터단 국정감사 우수의원으로 선정된 바 있다. 한나라당 대변인, 원내수석부대표, 경기도당위원장, 최고위원, 인재영입위원장 등을 지냈고 국회에서 보건복지위원회, 정무위원회, 문화관광위원회 등을 거치고 외교통상통일위원장을 역임했다. 2011년 외통위원장 당시 한미FTA비준안이 처리됐다. 특히 제18대 총선을 앞두고 ‘형님공천’논란이 있었던 이상득 국회부의장의 불출마를 공개 요구하는 등 비주류 개혁파 입장을 고수했다. 19대 국회에서는 새누리당 경제민주화실천모임(경실모) 대표, 국회 국가모델연구모임 대표, 국회 동북아역사왜곡대책특별위원장 등을 맡았다.

### 경기도지사
2014년 6ㆍ4지방선거 당시 한국 메니페스토 실천본부에서 가장 공약을 잘 만든 광역자치단체장에 선정되었다.
남경필 지사는 2014년 6ㆍ4지방선거에서 일자리 70만 개 창출을 공약으로 내세원다. 민선 6기 1년 동안 19만 1천명의 일자리(전국 취업자 증가수 40 만 명 중 48% 차지)를 만들었으며, 민선 6기 2년 기준으로는 30만 8천명의 일자리 창출을 이뤘다. 이는 전국에서 새로 생긴 일자리 가운데 55.8%가 경기도에서 만들어진 것이다.

#### 연정(연합정치)[4]
남경필 지사는 싸우지 않고 소통하는 상생과 통합의 정치로 도민 행복을 위해 경기도정 구현하기 위해 경기도 연정정치를 시도하고 있다.
남경필 지사는 2016년 10월 4일 강득구 경기도 연정부지사의 취임과 함께 경기도 2기 연정이 공식 출범했다. 경기도와 도의회 여야는 2016년 9월 9일 79개 항목, 288개 사업과제에 합의하고 △경기도 청년 구직지원금 시행 △서민 빚 탕감프로젝트 △소상공인과 청년창업을 지원하는 공공임대상가 조성 △광역버스 준공영제 △청소년 버스요금 할인 폭 확대 △탈핵, 에너지 전환 및 에너지 자립마을 확대 등이 포함됐다. 이밖에 △누리과정 해결을 위한 도, 도의회, 도교육청 3자 태스크포스(TF) 구성 △학교교육급식 1033억원 지원 △신분당선·일산대교·서울외곽순환도로 등 통행료 인하 △수원 군 공항 이전 등을 합의하였다

#### 탈당
남경필은 2014년 지방선거에서 새누리당 소속으로 당선되었으나, 2016년 11월 22일, 박근혜-최순실 게이트에 책임지지 않는 새누리당 당지도부에 반발하여 같은 당 김용태 의원과 함께 새누리당을 탈당하였다. 2017년 바른정당에 입당하여 대선 후보 경선에 참가했고, 유승민 후보에 이어 2위를 차지했다. 2018년 1월 9일 바른정당과 국민의당 통합에 대해 "생각이 다른 길에 함께 할 수 없다."며 불참을 선언하였고, 1월 15일 자유한국당에 복당하였다. 이후 제7회 전국동시지방선거에서 자유한국당 경기도지사 후보로 확정되었으나, 이재명 더불어민주당 후보에게 밀려 낙선하였다.

## 정책

### 2018 지방선거 경기도지사 주요 공약
- 4차 산업혁명 혁신 클러스터 조성 및 일자리 창출
- 일자리, 주거 불균형 해소, 교통 서비스 향상
- 생활 안전망 확대
- 사회적 약자 복지 강화
- 지방정부 수준 광역도 형성

## 학력
- 소화국민학교 전학
- 경복국민학교 졸업
- 청운중학교 졸업
- 경복고등학교 졸업
- 연세대학교 사회사업학 학사
- 예일대학교 경영대학원 MBA
- 뉴욕대학교 대학원 행정학 박사과정 수료(3학기)
- 뉴욕폴리테크닉대학교 대학원 도시공학 박사과정(1학기)

## 경력
- 미국 예일대학교 한인학생회 회장
- 경인일보 사회부·정치부기자
- 1998년 7월 21일: 1998년 7월 재보궐선거 당선(경기 수원시 팔달구, 한나라당, 초선)
- 1998년~2004년: 한나라당 경기도 지부 수원시 팔달구 당원협의회 위원장
- 2000년 4월 13일: 제16대 국회의원 선거 당선(경기 수원시 팔달구, 한나라당, 재선)
- 2004년: 제17대 국회의원 선거 한나라당 수도권선거대책위원회 위원장
- 2004년 4월 15일: 제17대 국회의원 선거 당선(경기 수원시 팔달구, 한나라당, 3선)
- 2004년~2012년: 한나라당 경기도당 수원시 팔달구 당원협의회 위원장
- 2005년: 대한장애인아이스하키협회 회장
- 한나라당 상임운영위원
- 한나라당 미래연대 공동대표
- 아름다운 가게 자문위원
- 2008년 4월 9일: 제18대 국회의원 선거 당선(경기 수원시 팔달구, 한나라당, 4선)
- 2008년: IEF 조직위원회 공동위원장
- 2012년 4월 11일: 제19대 국회의원 선거 당선(경기 수원시 병, 새누리당, 5선)
- 2012년: 새누리당 경기도당 수원시 팔달구 당원협의회 위원장
- 2012년~2014년: 새누리당 경기도당 수원시 병 당원협의회 위원장
- 2012년: 한독의원친선협회 회장
- 2012년: 새누리당 지역화합발전특위 위원장
- 2012년: 국회 교통안전포럼 공동대표
- 2012년: 새누리당 경제민주화실천모임 대표
- 2013년 2월~2013년 7월: 한국게임산업협회 회장
- 2013년 2월~2015년 2월: 한국인터넷디지털엔터테인먼트협회 회장
- 2013년 4월: 대한민국국가모델연구모임 대표
- 2014년 6월 4일: 제6회 전국동시지방선거 당선(민선 6기, 경기도지사, 새누리당, 초선)
- 2014년 7월 1일~2018년 6월 30일: 제34대 경기도지사(민선 6기, 새누리당→무소속→바른정당→무소속→자유한국당, 초선)
- 2017년 3월~2017년 4월: 제19대 대통령 선거 바른정당 경선후보(최종 2위)
- 2018년 7월~2020년 2월: 자유한국당 경기도당 고문
- 2018년 9월~: (주)빅케어 대표이사
- 재단법인 엄홍길휴먼재단 고문
- 2020년 2월~2020년 9월: 미래통합당 경기도당 고문
- 2020년 9월~: 국민의힘 경기도당 고문
- 사회복지사
- J&KP홀딩스 대표
- 2023년 11월 1일~2027년 10월 31일 학교법인 숭실대학교 이사
- 2024년 3월~: 은구(마약예방치유단체) 대표
- 2024년 3월~: 포니링크 회장

## 의정 활동
- 1998년 7월 22일~2000년 5월 29일: 제15대~제18대 국회의원(경기 수원시 팔달구, 한나라당, 초선)
  - 1998년 7월~1999년 7월: 제15대 국회 후반기 국회운영위원회 위원
  - 1998년 7월~2000년 5월: 제15대 국회 후반기 문화관광위원회 위원
  - 1998년 7월~2000년 5월: 제15대 국회 후반기 예산결산특별위원회 위원
  - 1998년 7월~2000년 5월: 제15대 국회 후반기 2002 월드컵 국제대회지원특별위원회 위원
- 1998년~1999년: 한나라당 원내부총무
- 2000년 5월 30일~2004년 5월 29일: 제17대 국회의원(경기 수원시 팔달구, 한나라당, 재선)
  - 2000년 5월~2002년 5월: 제16대 국회 전반기 문화관광위원회 위원
  - 2002년 6월~2004년 5월: 제16대 국회 후반기 보건복지위원회 위원
  - 2002년 6월~2004년 5월: 제16대 국회 후반기 여성위원회 위원
- 2001년 6월~2001년 12월: 한나라당 총재비서실 부실장
- 2002년~2003년: 한나라당 대변인
- 2004년 5월 30일~2008년 5월 29일: 제17대 국회의원(경기 수원시 팔달구, 한나라당, 3선)
  - 2004년 6월~2005년 5월: 제17대 국회 전반기 국회운영위원회 간사
  - 2004년 6월~2005년 5월: 제17대 국회 전반기 국회개혁특별위원회 위원장
  - 2005년 6월~2006년 5월: 제17대 국회 전반기 저출산 및 고령화사회대책특별위원회 위원장
  - 2006년 6월~2008년 5월: 제17대 국회 후반기 통일외교통상위원회 위원
- 2004년 5월~2005년 5월: 한나라당 원내수석부대표
- 2006년~2008년: 한나라당 경기도당 위원장
- 2008년 5월 30일~2012년 5월 29일: 제18대 국회의원(경기 수원시 팔달구, 한나라당→새누리당, 4선)
  - 2008년 6월~2010년 5월: 제18대 국회 전반기 외교통상통일위원회 위원
  - 2010년 6월~2010년 9월: 제18대 국회 후반기 외교통상통일위원회 위원
  - 2010년 9월~2011년 11월: 제18대 국회 후반기 외교통상통일위원회 위원장
  - 2011년 11월~2012년 5월: 제18대 국회 후반기 외교통상통일위원회 위원
- 2011년 7월~2011년 12월: 한나라당 최고위원
- 2012년 5월 30일~2014년 5월 15일: 제19대 국회의원(경기 수원시 병, 새누리당, 5선)
  - 2012년 6월~2013년 3월: 제19대 국회 전반기 문화체육관광방송통신위원회 위원
  - 2012년 6월~2014년 5월: 제19대 국회 전반기 윤리특별위원회 위원
  - 2013년 3월~2014년 5월: 제19대 국회 전반기 미래창조과학방송통신위원회 위원
  - 2013년 7월~2014년 5월: 제19대 국회 전반기 동북아역사왜곡대책특별위원회 위원장

## 수상
- 2013년 제15회 백봉신사상
- 2014년 2014 매니페스토 약속대상 선거공약분야 최우수상
- 2015년 한국정책대상 광역지방자치단체장부문 대상
- 2016년 춘계학술대회 창업진흥대상

## 저서
- 《새로운 권력자들》(2012년, 진보도 보수도 없다), 은행나무, 2011.12. 26
- 《시작된 미래》(새로운 리더십, First Among Equals!), 갑우, 2014. 2. 5

## 역대 선거 결과
|  | 44.28% |

|  | 48.93% |

|  | 49.01% |

|  | 64.08% |

|  | 50.34% |

|  | 50.43% |

|  | 35.51% |

## 소속 정당
| 소속 정당 | 소속 정당  | 소속 기간 | 비고           |
| --------- | ---------- | --------- | -------------- |
|           | 한나라당   | 1998~2012 | 정계 입문      |
|           | 새누리당   | 2012~2016 | 당명 변경      |
|           | 무소속     | 2016~2017 | 탈당           |
|           | 바른정당   | 2017~2018 | 창당           |
|           | 무소속     | 2018      | 탈당           |
|           | 자유한국당 | 2018~2020 | 복당 정계 은퇴 |
|           | 미래통합당 | 2020      | 합당           |
|           | 국민의힘   | 2020~현재 | 당명 변경      |

## 같이 보기
- 수원시 팔달구 (선거구)
- 수원시 병
- 수원시 팔달구의 국회의원
- 수원시 권선구의 국회의원
- 수원시의 국회의원
- 경기도지사